# Стефан Баджи
Сте’фан Диара Баджи (на френски език – Stéphane Diarra Badji) е сенегалски професионален футболист, полузащитник, състезател на тима от българската Първа лига Лудогорец 1945 (Разград).